# Señales del paso a nivel
Se denomina paso a nivel al cruce de varias vías, al mismo nivel, de distintos medios de transporte terrestre. El término se emplea generalmente para referirse al cruce de una carretera o camino con las vías de ferrocarril, tanto si es para tránsito rodado como peatonal.
En ese punto de cruce está permitido el tránsito sobre la vía. Por ese motivo, un paso a nivel es el lugar de la vía férrea donde el riesgo de que un tren arrolle al peatón o vehículo es más alto. Además, la vía de tren separa físicamente dos zonas de un territorio y puede limitar el crecimiento de una de ellas al actúas como barrera.
Existen dos tipos: con barreras y sin barreras.

## Paso a nivel

### Sin barreras
Indica la presencia de un paso a nivel sin protección.

### Con barreras
Indica la presencia de un paso a nivel protegido por barreras.

## Número de vías
La carretera o camino puede atravesar una o varias vías férreas; así, complementando la señalización anterior, existen dos señales que muestran el número de vías a cruzar.
El paso a nivel cruza una única vía férrea
El paso a nivel cruza más de una vía férrea